# ET Ursae Majoris
Désignations
ET Ursae Majoris (en abrégé ET UMa) est une étoile binaire et variable de la constellation boréale de la Grande Ourse. Elle est visible à l'œil nu avec une magnitude apparente qui fluctue légèrement autour de 4,94. ET Ursae Majoris est sa désignation d'étoile variable, et elle porte également la désignation de HR 4072 dans le Bright Star Catalogue et de HD 89822 dans le catalogue Henry Draper. D'après la mesure de sa parallaxe annuelle par le satellite Gaia, le système est distant d'environ ∼ 339 a.l. (∼ 104 pc) de la Terre.
ET Ursae Majoris est une binaire spectroscopique à raies doubles avec une période orbitale de 11,58 jours et avec une excentricité de 0,29. La première orbite du système a été déterminée par R. H. Baker en 1912. On estime qu'il est âgé de 315 millions d'années.
Sa composante primaire, désignée ET UMa A, est une étoile chimiquement particulière de type Ap,, et sur la séquence principale de type spectral A1:VpSiSrHg. On a également pu la considérer comme étant une étoile à mercure et manganèse,. La notation « SiSrHg » dans le suffixe indique des surabondance marquées en silicium, en strontium et en mercure dans le spectre. C'est également une variable de type α2 Canum Venaticorum avec une amplitude de variation de 0,05 magnitude dans la bande B (bleue), et de seulement 0,002 en magnitude visuelle. L'étoile tourne lentement sur elle-même, à une vitesse de rotation projetée inférieure ou égale à 4,2 km/s. Elle est autour de 2,78 fois plus massive que le Soleil et son rayon est 3,16 fois plus grand que le rayon solaire. Elle est 101 fois lumineuse que le Soleil et sa température de surface est de 10 260 K.
La composante secondaire, ET UMa B, a été signalée comme ayant les caractéristiques d'une étoile Am. Elle est 1,71 fois plus massive que le Soleil et son rayon est 1,73 fois plus grand que le rayon solaire. Elle est 9,7 fois plus lumineuse que le Soleil et sa température de surface est de 7 860 K.